# Humiriastrum spiritu-sancti
Humiriastrum spiritu-sancti é uma espécie de planta do gênero Humiriastrum e da família Humiriaceae.

## Taxonomia
A espécie foi descrita em 1964 por José Cuatrecasas.

## Forma de vida
É uma espécie terrícola e arbórea.

## Descrição
| Caule                      | Caule            |
| -------------------------- | ---------------- |
| indumento do ramo terminal | ausente          |
| Folha                      |                  |
| ápice foliar               | arredondado      |
| indumento da lâmina foliar | ausente          |
| tamanho do pecíolo         | 6 - 8 milímetros |
| Inflorescência             |                  |
| bráctea                    | decídua          |
| Fruto                      |                  |
| formato do fruto           | oblongo-elíptica |

## Conservação
A espécie faz parte da Lista Vermelha das espécies ameaçadas do estado do Espírito Santo, no sudeste do Brasil. A lista foi publicada em 13 de junho de 2005 por intermédio do decreto estadual nº 1.499-R.

## Distribuição
A espécie é encontrada nos estados brasileiros de Bahia e Espírito Santo.
Em termos ecológicos, é encontrada no domínio fitogeográfico de Mata Atlântica, em regiões com vegetação de floresta ombrófila pluvial.